# Hunger Games (film)
Pour les articles homonymes, voir Hunger Games.
Série Hunger Games
L'Embrasement
(2013)
Pour plus de détails, voir Fiche technique et Distribution.
Hunger Games, ou Hunger Games: Le Film au Québec (The Hunger Games), est un film dystopique  écrit et réalisé par Gary Ross, sorti en 2012.
Il s'agit de l'adaptation cinématographique du roman Hunger Games de Suzanne Collins, premier tome de sa trilogie, paru en 2008.
Ce film a eu trois suites, Hunger Games : L'Embrasement, Hunger Games : La Révolte, partie 1 et Hunger Games : La Révolte, partie 2.
Une préquelle, centrée sur le personnage de Coriolanus Snow, est également sortie en 2023 : Hunger Games : la Ballade du serpent et de l'oiseau chanteur.

## Synopsis
District 12, dans une Amérique post-apocalyptique nommée « Panem ». Primrose Everdeen, 12 ans, se réveille d'un cauchemar dans les bras de sa sœur aînée Katniss. Plus tard, cette dernière rejoint son ami Gale pour une chasse en forêt. C'est bientôt l'heure de la moisson, un tirage au sort destiné à un jeu télévisé sadique nommé les « Hunger Games », créé par le Capitole afin de rappeler sa toute-puissance sur les douze districts qu'il contrôle à la suite d'une période de troubles internes datant de plusieurs décennies. Chaque année, une fille et un garçon entre 12 et 18 ans sont ainsi choisis dans chacun des douze districts pour combattre à mort dans une arène. Un seul survivra. Lors du tirage, le cauchemar de Primrose se réalise : elle vient d'être tirée au sort pour cette 74e édition par l'excentrique présentatrice Effie Trinket. La sachant condamnée d'avance, Katniss se porte alors volontaire pour prendre sa place. L'autre adolescent désigné est Peeta Mellark, le fils du boulanger. Katniss fait ses adieux à sa sœur et sa mère et demande à Gale de s'occuper d'elles.
À bord du train qui les mène au Capitole, Katniss et Peeta rencontrent leur mentor  Haymitch Abernathy, ancien gagnant des jeux devenu alcoolique. À leur arrivée, ils sont mis en valeur par des Stylistes tel Cinna avec qui Katniss se lie d'amitié, puis entraînés avec les 22 autres participants au maniement des armes et à la survie en milieu hostile. À la fin de leur séjour, tous passent un examen afin d'attirer des sponsors pouvant leur apporter l'aide nécessaire une fois dans l'arène. Lors de sa présentation, Katniss se montre rebelle en tirant une flèche à quelques centimètres des juges. Le haut juge Seneca Crane y voit un acte de bravoure ; le président Snow lui reproche de donner de l'espoir aux districts et voit déjà Katniss comme un potentiel élément perturbateur au pouvoir. Enfin, les tributs sont interviewés par Caesar Flickerman, le grand speaker des jeux - interview au cours de laquelle Peeta déclarera son amour pour Katniss. Celle-ci se sent d'abord humiliée mais Haymitch et Cinna lui font comprendre qu'il peut s'agir d'un moyen de s'attirer la sympathie du public.
Une fois dans l'arène, Peeta et Katniss sont séparés et doivent se défendre face aux autres tribus ainsi qu'aux pièges lancés par les juges, 13 participants sont tués dès les premières 8 heures. Peeta s'allie aux redoutables tributs de carrière Marvel, Glimmer, Cato et Clove des districts 1 et 2 au détriment de Katniss qui est bientôt prise au piège en haut d'un arbre où elle a dû monter pour leur échapper. Katniss utilise un nid de guêpes venimeuses pour se débarrasser de ses poursuivants et récupère un arc et des flèches. Elle trouve une alliée en la personne de Rue du district 11 du même âge que Primrose. Celle-ci protège Katniss pendant deux jours quand elle se trouve sous les effets d'une piqûre de guêpe hallucinogène. L'alliance dangereuse de Peeta s'avère en fait être un stratagème pour sauver Katniss. Bien que traquée, cette dernière se retrouve bientôt en position de force en faisant exploser la réserve de ses ennemis mais Rue finit par être tuée sous ses yeux. Le respect qu'elle lui montre lors d'une cérémonie funèbre improvisée déclenche des heurts rapidement réprimés dans le district 11 ainsi qu'un élan de sympathie de la part du public. Sentant que Katniss est en danger, Haymitch convainc Crane de développer l'histoire d'amour entre Katniss et Peeta afin de pacifier les districts. Les règles sont alors modifiées pour qu'il puisse y avoir deux gagnants issus du même district.
Katniss retrouve alors Peeta blessé à la jambe, ils vont s'entraider pour survivre. Les deux jeunes gens finissent par s'embrasser aux yeux de tous — Katniss ayant compris la stratégie mise en place par son mentor. En revanche pour Peeta, ses sentiments pour la jeune femme sont bien réels depuis très longtemps. En récupérant des médicaments Katniss est attaquée par Clove qui est tuée par Thresh pour se venger de la mort de Rue. Bientôt, les derniers survivants - La renarde, puis Thresh et Cato finissent par succomber après une ultime bataille contre des molosses modifiés génétiquement. Katniss et Peeta sont alors informés qu'il n'y aura finalement qu'un seul vainqueur. Incapables de s'entretuer, Katniss et Peeta décident de se suicider ensemble avec des baies empoisonnées, espérant une ultime volte-face du Capitole. Le stratagème fonctionne et les deux tributs sont déclarés in-extremis vainqueurs des 74es Hunger Games.
Mais le geste de Katniss sonne comme une provocation au Capitole. Le juge Crane paye son incompétence et est condamné à se suicider avec ces mêmes baies empoisonnées. Afin de la préserver, Haymitch demande à Katniss de déclarer qu'elle a seulement agi par amour pour Peeta sans savoir ce qu'elle faisait, au grand dam du garçon qui comprend au fond de lui que sa partenaire jouait seulement un rôle. Tout Panem acclame le duo vainqueur, Katniss arbore fièrement sa broche - un geai moqueur, mais le président Snow lui, n'est pas dupe.

## Fiche technique
Sauf indication contraire, les informations mentionnées dans cette section peuvent être confirmées par la base de données cinématographiques IMDb,  présente dans la section « Liens externes ».
- Titre original : The Hunger Games
- Titre français : Hunger Games
- Titre québécois : Hunger Games : Le Film
- Réalisation : Gary Ross
- Scénario : Gary Ross, Suzanne Collins et Billy Ray, d'après le roman éponyme de Suzanne Collins, premier tome de sa trilogie
- Musique : James Newton Howard et T-Bone Burnett
- Direction artistique : Paul Richards, Robert Fechtman et John Collins
- Décors : Philip Messina
- Costumes : Judianna Makovsky
- Photographie : Tom Stern
- Son : Lon Bender, Carl D. Ware, Michael Keller, Mike Prestwood Smith
- Montage : Stephen Mirrione, Juliette Welfling et Christopher S. Capp
- Production : Nina Jacobson et Jon Kilik
  - Direction de production : Michael Paseornek
  - Production déléguée : Suzanne Collins, Robin Bissell et Louise Rosner
  - Coproduction : Diana Alvarez, Martin Cohen, Louis Phillips, Aldric La'auli Porter et Bryan Unkeless
  - Coproduction déléguée : Chantal Feghali
- Sociétés de production[1] : Lionsgate et Color Force
- Sociétés de distribution :
  - États-Unis : Lionsgate
  - France : Metropolitan Filmexport
  - Canada : Motion Picture Distribution
  - Belgique : Belga Films
  - Suisse : Impuls Pictures
- Budget : 78 millions de $[2]
- Pays de production :  États-Unis
- Langue originale : anglais
- Format[3] : couleur (Technicolor) (DeLuxe) - 2,35:1 (Cinémascope) - 35 mm / D-Cinema - son Dolby Digital / Datasat / SDDS / Dolby Surround 7.1 / Dolby Atmos
- Genre : science-fiction, action, aventures, thriller, drame, dystopie
- Durée : 142 minutes
- Dates de sortie[4] :
  - France: 21 mars 2012 (sortie nationale) ; 4 septembre 2016 et 6 septembre 2017 (Festival du cinéma américain de Deauville)
  - Belgique, Suisse romande[5] : 21 mars 2012
  - États-Unis, Québec[6] : 23 mars 2012
- Classification[7] :
  - États-Unis : accord parental recommandé, film déconseillé aux moins de 13 ans (PG-13 - Parents Strongly Cautioned)[Note 1]
  - France : tous publics avec avertissement lors de sa sortie en salles mais déconseillé aux moins de 12 ans à la télévision[8],[Note 2],[Note 3]
  - Québec : tous publics (G - General Rating)
  - Suisse romande : interdit aux moins de 14 ans[9]

## Distribution
Sauf indication contraire, les informations mentionnées dans cette section peuvent être confirmées par la base de données cinématographiques IMDb,  présente dans la section « Liens externes ».
- Jennifer Lawrence (VF : Kelly Marot ; VQ : Catherine Brunet[10]) : Katniss Everdeen
- Josh Hutcherson (VF : Julien Bouanich ; VQ : Xavier Dolan) : Peeta Mellark
- Liam Hemsworth (VF : Emmanuel Garijo ; VQ : Gabriel Lessard) : Gale Hawthorne
- Woody Harrelson (VF : Jérôme Pauwels ; VQ : Louis-Philippe Dandenault) : Haymitch Abernathy
- Elizabeth Banks (VF : Marie-Eugénie Maréchal ; VQ : Viviane Pacal) : Effie Trinket
- Lenny Kravitz (VF : Raphaël Cohen ; VQ : Gilbert Lachance) : Cinna
- Stanley Tucci (VF : Bernard Alane ; VQ : Jacques Lavallée) : Caesar Flickerman
- Donald Sutherland (VF : Bernard Tiphaine ; VQ : Vincent Davy) : le président Coriolanus Snow
- Wes Bentley (VF : Stéphane Pouplard ; VQ : Patrice Dubois) : Seneca Crane
- Toby Jones (VF : Jean-Pol Brissart ; VQ : François Sasseville) : Claudius Templesmith
- Alexander Ludwig (VF : Maxime Baudouin ; VQ : Nicolas Bacon) : Cato
- Amandla Stenberg (VF : Naomie Jean-Elie ; VQ : Gabrielle Shulman) : Rue
- Isabelle Fuhrman (VF : Joséphine Ropion ; VQ : Aurélie Morgane) : Clove
- Leven Rambin (VQ : Kim Jalabert) : Glimmer
- Paula Malcomson : Mme Everdeen
- Willow Shields (VF : Tara Twigo-Flac ; VQ : Ludivine Reding) : Primrose Everdeen
- Jacqueline Emerson (VF : Vanina DelLaura) : La Renarde
- Mackenzie Lintz : Tribut féminin du District 8 (prénom non mentionné)
- Dayo Okeniyi : Thresh
- Jack Quaid (VF : Gilduin Tissier) : Marvel

## Production
En mars 2009, Lions Gate Entertainment (connu sous le nom de Lionsgate) a conclu un accord de coproduction pour The Hunger Games avec la société de production de Nina Jacobson, Color Force, qui avait acquis les droits de distribution mondiaux du roman quelques semaines plus tôt, au prix de 200 000 $. Alli Shearmur et Jim Miller, président et vice-président senior de la production cinématographique à Lionsgate, ont pris en charge la supervision de la production du film. Le studio, qui n'avait pas réalisé de bénéfices depuis cinq ans, a pillé les budgets d'autres productions et vendu des actifs pour obtenir un budget de 88 000 000 $ pour le film. Lionsgate a par la suite obtenu des allégements fiscaux de 8 millions de dollars pour le tournage du film en Caroline du Nord.
Suzanne Collins a adapté le roman pour le cinéma elle-même, en collaboration avec le scénariste Billy Ray et le réalisateur Gary Ross. Le scénario reste extrêmement fidèle au roman original, avec Ross disant qu'il "estimait que la seule façon de rendre le film vraiment réussi était d'être totalement subjectif", faisant écho à la présentation du roman par Collins à la première personne. Au lieu du monologue interne de Katniss sur les machinations du Capitole, le scénario a élargi le personnage de Seneca Crane, le chef de jeu, pour permettre à plusieurs développements d'être montrés directement au public. Ross a expliqué: "Dans le livre, Katniss spécule sur les manipulations des créateurs de jeux… dans le film, nous ne pouvons pas entrer dans la tête de Katniss, mais nous avons la possibilité de couper et de montrer les machinations du Capitole dans les coulisses. J'ai créé le centre de jeu et élargi le rôle de Seneca Crane pour ces raisons. Je pensais que c'était totalement important. " Ross a également ajouté plusieurs scènes entre Crane et Coriolanus Snow, le président âgé de Panem, notant que « j'ai pensé qu'il était très intéressant qu'il y ait une génération [de citoyens de Panem] qui sache que [les Jeux] étaient en fait un instrument de contrôle politique, et qu'il y aurait une génération successive qui était tellement épris du showbiz et des sensations du spectacle qui subsumait l'intention politique réelle, et c'est vraiment là qu'est la tension".

### Tournage
Le réalisateur Steven Soderbergh est crédité dans l'équipe de tournage, en tant que directeur de la seconde équipe.

### Musique
L'album de la bande originale contient la musique originale composée par James Newton Howard, la musique additionnelle de T-Bone Burnett et l'hymne national (intitulé Horn of Plenty) de Panem créé par le groupe Arcade Fire.
Par ailleurs, un album intitulé Songs from District 12 and Beyond est sorti dans le commerce. Il contient des chansons inspirées par le long métrage, dont seulement trois sont utilisées dans le film, toutes durant le générique de fin : Abraham’s Daughter par Arcade Fire, Safe and Sound par Taylor Swift et The Civil Wars,  Kingdom Come par The Civil Wars.
La chanson Rue's Lullaby, interprétée par Jennifer Lawrence dans le film, n'est présente dans aucun des deux albums.

## Accueil

### Accueil critique
Hunger Games est globalement bien reçu par la critique, puisque dans les pays anglophones, le site Rotten Tomatoes lui attribue 86 % d'avis favorables, sur la base de 214 commentaires et une note moyenne de 7.3⁄10 et le site Metacritic lui attribue un score de 68⁄100, sur la base de 43 commentaires. Le film reçoit également un bon accueil de la critique en France, puisque sur le site Allociné, sur la base de 16 commentaires presse, le film reçoit une note moyenne de 3,4 sur 5.

### Box-office
Le film connaît un très important succès commercial, rapportant 694 millions de dollars au box-office mondial, dont 408 millions aux États-Unis et au Canada.
Pour son premier week-end d'exploitation à l'affiche, le film totalise 152,5 millions de dollars de recettes au box-office nord-américain, devenant ainsi le troisième meilleur démarrage de tous les temps aux États-Unis et au Canada. En 10 jours, il avait comptabilisé près de 250 millions de dollars de recettes,.
| Pays / Région                  | Box-office                       |
| Box-office Monde               | 694 394 724 $                    |
| Box-office international       | 286 384 032 $                    |
| Box-office États-Unis - Canada | 408 010 692 $                    |
| Box-office France              | 1 730 052 entrées (14 510 197 $) |

- Budget du film : 78 000 000 $
- Source : Box-Office Mojo / AlloCiné

### Récupération du salut à trois doigts
Le film a eu un succès important en Thaïlande. Le salut à trois doigts présenté dans le film est récupéré par les militants pro-démocratie à la suite du coup d'État de 2014 en Thaïlande. Il devient par la suite un symbole pro-démocratie à Taïwan ou à Hong Kong.

## Distinctions
Entre 2011 et 2013, Hunger Games a été sélectionné dans de nombreuses catégories et a remporté 33 récompenses,.

### Distinctions 2011
| Festivals de cinéma                                | Catégorie / Récompense          | Nommé(es) / Lauréat(es)                            | Nommé(es) / Lauréat(es) |
| -------------------------------------------------- | ------------------------------- | -------------------------------------------------- | ----------------------- |
| Prix IGN du cinéma d'été (IGN Summer Movie Awards) | Meilleure bande-annonce de film | Pour la première bande-annonce officielle en salle | Nomination              |

### Distinctions 2012
| Festivals de cinéma                                                      | Catégorie / Récompense                                                                        | Nommé(es) / Lauréat(es)                                                                                                   | Nommé(es) / Lauréat(es) |
| ------------------------------------------------------------------------ | --------------------------------------------------------------------------------------------- | --- | ----------------------- |
| Association professionnelle d'Hollywood (Hollywood Post Alliance)        | Meilleur son - Long métrage                                                                   | Michael Keller, Mike Prestwood Smith, Lon Bender, Bill R. Dean, Kris Fenske, Glynna Grimala, Todd-AO Studios et Soundelux | Nomination              |
| Cercle des critiques de cinéma de New York                               | Meilleure actrice                                                                             | Jennifer Lawrence | Nomination              |
| MTV Movie Awards,                                                        | MTV Movie Award de la Meilleure performance masculine                                         | Josh Hutcherson | Lauréat                 |
| MTV Movie Awards,                                                        | MTV Movie Award de la Meilleure performance féminine                                          | Jennifer Lawrence | Lauréat                 |
| MTV Movie Awards,                                                        | MTV Movie Award de la Meilleure transformation à l'écran                                      | Elizabeth Banks | Lauréat                 |
| MTV Movie Awards,                                                        | MTV Movie Award du Meilleur combat                                                            | Jennifer Lawrence, Josh Hutcherson et Alexander Ludwig (Katniss Everdeen et Peeta Mallark contre Cato)                    | Lauréat                 |
| MTV Movie Awards,                                                        | Meilleur film                                                                                 | Hunger Games | Nomination              |
| MTV Movie Awards,                                                        | Meilleur baiser                                                                               | Jennifer Lawrence et Josh Hutcherson                                                                                      | Nomination              |
| MTV Movie Awards,                                                        | Meilleure révélation                                                                          | Liam Hemsworth | Nomination              |
| MTV Movie Awards,                                                        | Meilleur héros                                                                                | Jennifer Lawrence (dans Katniss Everdeen)                                                                                 | Nomination              |
| MTV Movie Awards,                                                        | Meilleur casting                                                                              | - | Nomination              |
| Prix BAFTA des enfants (British Academy Children's Awards)               | Prix BAFTA des enfants du Meilleur long métrage                                               | Gary Ross, Nina Jacobson et Jon Kilik                                                                                     | Lauréat                 |
| Prix Bram-Stoker                                                         | Meilleur scénario                                                                             | Gary Ross, Suzanne Collins et Billy Ray                                                                                   | Nomination              |
| Prix de la bande-annonce d'or                                            | Prix de la bande-annonce d’or de la Meilleure affiche de film d'action                        | Lionsgate et Ignition Creative (pour l'Affiche Teaser)                                                                    | Lauréat                 |
| Prix de la bande-annonce d'or                                            | Prix de la bande-annonce d’or de la Meilleure affiche d’un film d'animation ou famille        | Lionsgate et Ignition Creative (pour l'Affiche finale)                                                                    | Lauréat                 |
| Prix de la bande-annonce d'or                                            | Prix de la bande-annonce d’or de la Meilleure affiche de cinéma                               | Lionsgate et Ignition Creative (pour l'Affiche Teaser)                                                                    | Lauréat                 |
| Prix de la bande-annonce d'or                                            | Prix de la bande-annonce d’or du Meilleur Standee pour un long métrage                        | Lionsgate, Ignition Creative                                                                                              | Lauréat                 |
| Prix de la bande-annonce d'or                                            | Prix de la bande-annonce d’or de la Publicité la plus innovante pour une marque ou un produit | Lionsgate et Ignition Creative                                                                                            | Lauréat                 |
| Prix de la bande-annonce d'or                                            | Meilleure bande-annonce de film d’action                                                      | Lionsgate et Mojo Entertainment LLC (pour la Bande-annonce 2)                                                             | Nomination              |
| Prix de la bande-annonce d'or                                            | Meilleurs graphiques d'animation et de titre                                                  | Lionsgate et Mojo Entertainment LLC (pour la Bande-annonce 1)                                                             | Nomination              |
| Prix de la bande-annonce d'or                                            | Meilleur spot TV de film d'action                                                             | Lionsgate et Mojo Entertainment LLC (pour la Famille)                                                                     | Nomination              |
| Prix de la bande-annonce d'or                                            | Meilleur spot télévisé dramatique                                                             | Lionsgate et Mojo Entertainment LLC (pour le Compte à rebours des grands événements)                                      | Nomination              |
| Prix de la bande-annonce d'or                                            | Meilleur spot télévisé pour un thriller                                                       | Lionsgate et Mojo Entertainment LLC (pour le Compte à rebours des grands événements)                                      | Nomination              |
| Prix de la bande-annonce d'or                                            | Meilleure affiche d’un thriller                                                               | Lionsgate et Ignition Creative (pour l'Affiche finale)                                                                    | Nomination              |
| Prix de la bande-annonce d'or                                            | Meilleurs Wildposts                                                                           | Lionsgate et Ignition Creative (pour les Affiches de personnages)                                                         | Nomination              |
| Prix de la bande-annonce d'or                                            | Publicité la plus innovante pour un long métrage                                              | Lionsgate et Ignition Creative (pour Faux Motion Ad - Cutting Edge)                                                       | Nomination              |
| Prix de la bande-annonce d'or                                            | Publicité la plus innovante pour un long métrage                                              | Lionsgate et Ignition Creative (pour Faux Motion Ad - Liquid Skyliner)                                                    | Nomination              |
| Prix du jeune public                                                     | Prix du jeune public du Meilleur film de science-fiction ou fantastique                       | Hunger Games | Lauréat                 |
| Prix du jeune public                                                     | Prix du jeune public de la Meilleure actrice dans un film de science-fiction ou fantastique   | Jennifer Lawrence | Lauréat                 |
| Prix du jeune public                                                     | Prix du jeune public du Meilleur acteur dans un film de science-fiction ou fantastique        | Josh Hutcherson | Lauréat                 |
| Prix du jeune public                                                     | Prix du jeune public du Meilleur voleur de scène                                              | Liam Hemsworth | Lauréat                 |
| Prix du jeune public                                                     | Prix du jeune public du Meilleur baiser                                                       | Jennifer Lawrence et Josh Hutcherson                                                                                      | Lauréat                 |
| Prix du jeune public                                                     | Prix du jeune public de la Meilleure alchimie                                                 | Jennifer Lawrence et Amandla Stenberg                                                                                     | Lauréat                 |
| Prix du jeune public                                                     | Prix du jeune public du Meilleur méchant                                                      | Alexander Ludwig | Lauréat                 |
| Prix du jeune public                                                     | Meilleure voleuse de scène                                                                    | Elizabeth Banks | Nomination              |
| Prix du jeune public                                                     | Meilleure scène de combat                                                                     | Jennifer Lawrence, Josh Hutcherson et Alexander Ludwig                                                                    | Nomination              |
| Prix IGN du cinéma d'été (IGN Summer Movie Awards)                       | Prix IGN de la Meilleure actrice de cinéma                                                    | Jennifer Lawrence | Lauréat                 |
| Prix IGN du cinéma d'été (IGN Summer Movie Awards)                       | Meilleur film d'action                                                                        | Hunger Games | Nomination              |
| Prix NouveauMaintenantSuivant (NewNowNext Awards)                        | Prix NouveauMaintenantSuivant de la Prochaine méga star                                       | Josh Hutcherson | Lauréat                 |
| Prix Rondo Hatton horreur classique (Rondo Hatton Classic Horror Awards) | Meilleur film                                                                                 | Gary Ross | Nomination              |
| Prix Schmoes d'or (Golden Schmoes Awards)                                | Schmoes d'or du Film le plus surestimé de l'année                                             | Hunger Games | Lauréat                 |
| Société de casting d'Amérique                                            | Meilleure casting - Long métrage à gros budget - Drame                                        | Debra Zane et Jackie Burch                                                                                                | Nomination              |

### Distinctions 2013
| Festivals de cinéma                                                                              | Catégorie / Récompense                                                     | Nommé(es) / Lauréat(es) | Nommé(es) / Lauréat(es) |
| ------------------------------------------------------------------------------------------------ | -------------------------------------------------------------------------- | --- | ----------------------- |
| Académie des films de science-fiction, fantastique et d'horreur - Prix Saturn                    | Prix Saturn de la Meilleure actrice                                        | Jennifer Lawrence | Lauréat                 |
| Académie des films de science-fiction, fantastique et d'horreur - Prix Saturn                    | Meilleur film de science-fiction                                           | Hunger Games | Nomination              |
| Alliance des femmes journalistes de cinéma                                                       | Prix coup de pied au cul de la meilleure actrice de film d'action          | Jennifer Lawrence | Lauréat                 |
| Alliance des femmes journalistes de cinéma                                                       | Meilleure réalisation féminine dans l'industrie cinématographique          | Jennifer Lawrence | Nomination              |
| Association centrale des critiques de films de l'Ohio                                            | Actrice de l'année                                                         | Jennifer Lawrence | Nomination              |
| Association des critiques de cinéma                                                              | Prix Critics Choice de la Meilleure actrice dans un film d'action          | Jennifer Lawrence | Lauréat                 |
| Association des critiques de films de Caroline du Nord (North Carolina Film Critics Association) | Prix Talon de goudron (Tar Heel Award)                                     | - | Lauréat                 |
| Association du cinéma et de la télévision en ligne                                               | Meilleure bande-annonce de film (pour la deuxième bande-annonce de cinéma) | - | Nomination              |
| Association du cinéma et de la télévision en ligne                                               | Meilleure musique, chanson originale                                       | Win Butler, Régine Chassagne, T-Bone Burnett et Arcade Fire                                                                             | Nomination              |
| Écrivains de science-fiction et de fantaisie d'Amérique                                          | Nommé au Prix Ray-Bradbury                                                 | Gary Ross, Suzanne Collins et Billy Ray                                                                                                 | Nomination              |
| Globes d'or,                                                                                     | Meilleure chanson originale                                                | T-Bone Burnett, Taylor Swift, John Paul White, Joy Williams (pour la chanson Safe & Sound)                                              | Nomination              |
| Guilde des créateurs de costumes                                                                 | Meilleurs costumes de film fantastique                                     | Judianna Makovsky | Nomination              |
| Guilde des superviseurs de musique (Guild of Music Supervisors Awards)                           | Meilleure supervision musicale de bandes-annonces                          | Holly Williamson | Nomination              |
| Prix Bobine Noire                                                                                | Meilleure performance révolutionnaire                                      | Amandla Stenberg | Nomination              |
| Prix du choix des enfants                                                                        | Prix Blimp du Film préféré                                                 | Hunger Games | Lauréat                 |
| Prix du choix des enfants                                                                        | Actrice de cinéma préférée                                                 | Jennifer Lawrence | Nomination              |
| Prix du choix des enfants                                                                        | Héroïne préférée                                                           | Jennifer Lawrence | Nomination              |
| Prix du Derby d'or                                                                               | Meilleure chanson originale                                                | T-Bone Burnett, Taylor Swift, John Paul White, Joy Williams (pour la chanson Safe & Sound)                                              | Nomination              |
| Prix du public                                                                                   | Prix du public du Film préféré                                             | Hunger Games | Lauréat                 |
| Prix du public                                                                                   | Prix du public du Film d'action préféré                                    | Hunger Games | Lauréat                 |
| Prix du public                                                                                   | Prix du public du Film de franchise préféré                                | Hunger Games | Lauréat                 |
| Prix du public                                                                                   | Prix du public de l'Héroïne préférée                                       | Jennifer Lawrence | Lauréat                 |
| Prix du public                                                                                   | Prix du public de l'Alchimie à l'écran préférée                            | Jennifer Lawrence, Josh Hutcherson et Liam Hemsworth                                                                                    | Lauréat                 |
| Prix du public                                                                                   | Surnom des fans préféré                                                    | Tributes | Nomination              |
| Prix Empire                                                                                      | Prix Empire de la Meilleure actrice                                        | Jennifer Lawrence | Lauréat                 |
| Prix Grammy                                                                                      | Grammy du Meilleur clip vidéo                                              | T-Bone Burnett, Taylor Swift, John Paul White et Joy Williams (pour la chanson Safe & Sound artiste : Taylor Swift avec The Civil Wars) | Lauréat                 |
| Prix Grammy                                                                                      | Meilleur clip vidéo                                                        | T-Bone Burnett, Win Butler et Régine Chassagne (pour la chanson Abraham's Daughter)                                                     | Nomination              |
| Prix Hugo                                                                                        | Meilleure présentation dramatique (format long)                            | Gary Ross, Suzanne Collins et Billy Ray                                                                                                 | Nomination              |
| Prix NAACP de l'image                                                                            | Meilleur second rôle masculin dans un film                                 | Lenny Kravitz | Nomination              |
| Prix NAACP de l'image                                                                            | Meilleur second rôle féminin dans un film                                  | Amandla Stenberg | Nomination              |
| Prix nationaux du cinéma russe (Russian National Movie Awards)                                   | Meilleur drame étranger de l'année                                         | Hunger Games | Nomination              |
| Prix nationaux du cinéma russe (Russian National Movie Awards)                                   | Meilleur film d'action étranger de l'année                                 | Hunger Games | Nomination              |
| Prix Rembrandt                                                                                   | Meilleur film international                                                | Hunger Games | Nomination              |
| Prix Rembrandt                                                                                   | Meilleure actrice international                                            | Jennifer Lawrence | Nomination              |
| Prix SFX (SFX Awards)                                                                            | Meilleur film                                                              | Hunger Games | Nomination              |
| Prix SFX (SFX Awards)                                                                            | Meilleure actrice                                                          | Jennifer Lawrence | Nomination              |
| Société Américaine des Compositeurs, Auteurs et Éditeurs de Musique (ASCAP)                      | Prix ASCAP des Meilleurs films au box-office                               | James Newton Howard | Lauréat                 |
| Société des caméramans (Society of Camera Operators)                                             | Meilleur long métrage                                                      | Duane Manwiller | Nomination              |

## Analyse

### Différences avec le roman
- Dans le livre, la broche du geai moqueur est offerte à Katniss par Madge, la fille du maire[23] (qui n’apparaît pas dans le film). Dans ce dernier, Katniss trouve la broche à la Plaque.
- Dans le film, Haymitch fait sa première apparition dans le train, tandis que dans le roman, il apparaît pour la première fois lors du tirage au sort[24]. Ses rapports avec Effie sont également houleux[25], contrairement au film.
- Dans le livre, c’est Cinna qui demande à Katniss et Peeta de se tenir la main sur le char, et non pas une initiative de Peeta[26].
- Katniss passe le test des sponsors avant Peeta contrairement au roman où l'ordre de passage est inversé[27].
- La femme de chambre de Katniss au Capitole dont la langue a été tranchée pour trahison se trouve être une fugitive capturée sous les yeux de Gale et Katniss[28]. Le personnage a été éclipsé du film.
- Effie désapprouvera le comportement de Katniss après sa séance devant les juges. Dans le roman au contraire, Effie soutient la prestation de la jeune femme[29].
- Dans le roman, les tributs des districts 1, 2 et 4 sont des carrières[30] ; la fille du 4 meurt d'ailleurs en même temps que Glimmer, piquée par les guêpes[31]. Dans le film, seuls les tributs des districts 1 et 2 sont des carrières.
- Dans le roman, Katniss manque de mourir de soif dès les premiers jours dans l'arène[32].
- Dans le film, Peeta ne tue personne ; dans le roman, il achève la fille du district 8[33] et finira par perdre sa jambe blessée[34].
- Glimmer n'est pas en couple avec Cato dans le roman, contrairement à ce qu'on pourrait croire dans le film quand ils dorment ensemble sous l'arbre.
- Lorsque l'incendie est déclenché dans l'arène, Katniss est touchée à la cuisse droite ; dans le roman, c'est au mollet gauche[35]. Toujours dans le roman, elle deviendra temporairement sourde de l'oreille gauche après l'explosion des mines[36].
- Selon l’ouvrage de Suzanne Collins, Thresh meurt quand Katniss et Peeta sont encore dans la grotte, tué par Cato[37]. Dans le film, il meurt vraisemblablement tué par les mutations génétiques, même si Peeta, faisant la liste des tributs tués dans Hunger Games : La Révolte, partie 2, dit « Cato a tué Tresh ».
- Dans le roman, ces mutations sont des canidés ayant les caractéristiques physiques des tributs morts[38] mais non dans le film.
- Le temps réel dans l'arène semble être de quelques jours dans le film alors qu'il est d'environ deux semaines dans le roman[39].
- Le livre est écrit à la première personne. Ainsi, à aucun moment on ne peut lire ce qui se passe du côté du Capitole ou des Districts pendant l’épreuve. Le film montre un soulèvement du district 11 après la mort de Rue ; il n'en est rien dans le livre. De même, les négociations qu'effectue Haymitch auprès des sponsors ne sont que les suppositions de Katniss. Ces scènes ont été ajoutées au film afin de montrer ce à quoi pense Katniss, ne pouvant pas être présenté de la même manière dans le film que dans le roman.